# Смерека Віра Євгенівна
Віра Євгенівна (Степанівна) Смерека (19 січня 1923, Андріївка (нині частина м. Кролевець), Кролевецький район, Сумська область — 1 травня 2010 Бредфорд, Англія) — українська письменниця, громадська діячка. Член Національної Спілки письменників України (1999).

## З біографії
Народилася в родині священника (УАПЦ). Навчалася в селах Лушники і Чепліївка, потім у м. Кролевець. У 1940 р. закінчила школу, вступила до Львівського університету. В 1942 р. вивезена до Німеччини, перебувала в таборах. У 1943 р. вийшла заміж за закарпатського українця Івана Смереку, який допоміг утекти з табору. У 1944-му втікає з табору в гори, де в невеличкому містечку дочекалася кінця війни.
У травні 1947 р. виїхала до Англії, мешкала в м. Брадфорд. Писала вірші, оповідання, статті, спогади. Була головою Товариства українських жінок ім. Олени Теліги в Англії, активною діячкою Світової Федерації українських жіночих організацій. 
Померла 1 [за ін. даними — 7] травня 2010 році на 87 році життя.

## Творчість
Авторка збірки оповідань «Вічний вогонь» (2000), віршів «Проміння» (2003), спогадів «В німецькій неволі» (1998), збірника доповідей і рефератів «Наші дороговкази» (2006) та ін. Окремі видання:
- Смерека В. Христос Воскрес! Повість. — Торонто: вид-во О. О. Василіян, 1970. — 133 с.
- Віра Смерека. З берегів Англії. — Львів: Сполом, 2005. — 381 с. — ISBN 9666652781, 9789666652785.
- Смерека В. В німецькій неволі: Спомин-щоденник. 1942—1944 рр. — Ужгород: Патент, 1998. — 276 с.
- Смерека В. Вічний вогонь. — Львів: Сполом, 2000. — 380 с.
- Смерека В. З берегів Англії. — Львів: Сполом, 2005. — 381 с.
- Смерека В. Проміння. — Львів: Сполом, 2003. — 239 с.